# David Ebershoff
Œuvres principales
- Danish Girl

David Ebershoff, né le 17 janvier 1969 à Pasadena en Californie, est un écrivain, éditeur et enseignant américain qui a reçu le prix Lambda Literary pour Danish Girl.

## Œuvres

### Romans
- Danish Girl, Stock, coll. « La Cosmopolite », 2001 ((en) The Danish Girl[1], 2000), trad. Béatrice Commengé, 417 p.  (ISBN 2-234-05376-5)Réédition Phébus, 2012, 381 p.  (ISBN 978-2-7529-0767-7)
- (en) Pasadena, 2002
- (en) The 19th Wife[2], 2008

### Recueils de nouvelles
- (en) The Rose City, 2001